# 레드불 링
레드불 링은 오스트리아 슈타이어마르크 주 스피엘베르크에 있는 모터스포츠 경주장이다.
외스터라이히링(Österreichring)이라는 이름으로 개장한 레드불 링은 1970년부터 1987년까지 18년 동안 오스트리아 그랑프리를 주최했다. A1-링(A Eins-Ring)으로 개축된 이후 1997년부터 2003년까지 오스트리아 그랑프리를 다시 주최했다. 포뮬러 원을 주최하기 위해 더 긴 서킷이 필요해지자, 레이아웃을 확장하기 위한 계획이 수립되었다. 피트와 주 관람석을 포함한 서킷의 일부가 철거되었지만 건설 작업이 중단되었고, 레드불의 디트리히 마테시스가 구매하여 재건하기 전까지 트랙은 몇 년 동안 사용되지 못했다. 레드불 링으로 이름이 변경된 이 트랙은 2011년 5월 15일에 재개장하여, 2011년 DTM 시즌과  2011 F2 챔피언십 라운드를 주최했다. 2014에는 포뮬러 원 시즌에 복귀했다. 레드불 링은 오스트리아 그랑프리 외에도 2020년과 2021년 코로나19 범유행으로 조정된 시즌에서 스티리안 그랑프리라는 두번째 F1 이벤트를 주최했다.

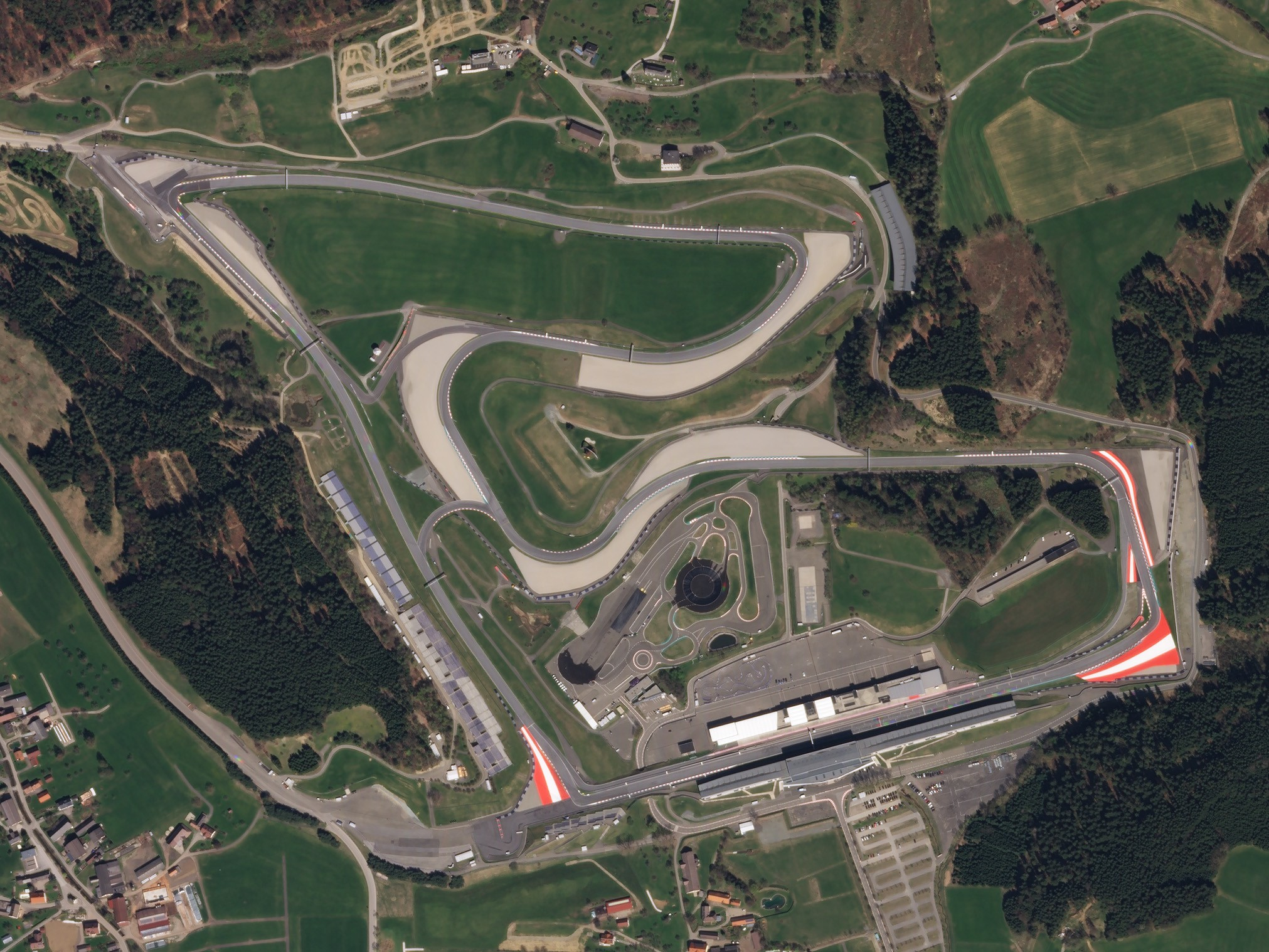
2018년 레드불 링의 위성 사진

## 트랙 구성

외스터라이히링 (1969-1976)
외스터라이히링 (1977-1987)
외스터라이히링과 A1-링의 비교
A1-링 (1996-2003)
레드불 링 (2011 ~ 현재)